# 리타 사이먼스
리타 사이먼스(Rita Simons, 1977년 3월 10일 ~ )는 잉글랜드의 배우, 가수, 모델이다.